# Miss Grand International
Miss Grand International međunarodni je izbor ljepote kojeg godišnje vodi Organizacija Miss Grand International održava od 2013. Miss Grand International je pokrenuo po Nawat Itsaragrisil u Tajlandu.
Zajedno s Miss svijeta, Miss Universe, Miss International i Miss Supranational, ovaj izbor ljepote se smatra jednom od najpoznatijih na svijetu; naziva "Grand Slam" natjecanjima ljepote.
Pobjednica natjecanja provodi godinu dana predstavljajući Organizaciju Miss Grand International (Miss Grand International Organization) i dobrotvorne akcije vezane iz nju. Tradicionalno Miss Grand International tijekom svoje vladavine živi u Bangkoku. Trenutna nositeljica titule Miss Grand International je Nguyễn Thúc Thùy Tiên iz Vijetnama. koja je okrunjena  4. prosinca 2021. u Bangkoku, Tajland.

## Nositeljica titule
| Godina | Miss Grand International | Zemlja                     | Mjesto održavanja                     | Natjecatelji |
| ------ | ------------------------ | -------------------------- | ------------------------------------- | ------------ |
| 2013.  | Janelee Chaparro         | Portoriko                  | Nonthaburi, Tajland                   | 71           |
| 2014.  | Lees Garcia              | Kuba                       | Bangkok, Tajland                      | 85           |
| 2015.  | Anea Garcia              | Dominikanska Republika     | Bangkok, Tajland                      | 77           |
| 2015.  | Claire Elizabeth Parker  | Australija                 | Bangkok, Tajland                      | 77           |
| 2016.  | Ariska Putri Pertiwi     | Indonezija                 | Las Vegas, Sjedinjene Američke Države | 74           |
| 2017.  | María José Lora          | Peru                       | Phu Quoc, Vijetnam                    | 77           |
| 2018.  | Clara Sosa               | Paragvaj                   | Yangon, Mjanmar                       | 75           |
| 2019.  | Valentina Figuera        | Venezuela                  | Caracas, Venezuela                    | 60           |
| 2020.  | Abena Appiah             | Sjedinjene Američke Države | Bangkok, Tajland                      | 63           |
| 2021.  | Nguyễn Thúc Thùy Tiên    | Vijetnam                   | Bangkok, Tajland                      | 59           |
| 2022.  | Isabella Menin           | Brazil                     | Jakarta, Indonezija                   | 68           |
| 2023.  | Luciana Fuster           | Peru                       | Ho Ši Min, Vijetnam                   | 69           |
| 2024.  | Rachel Gupta             | Indija                     | Bangkok, Tajland                      | 68           |

Galerija
- Miss Grand International 2024. Rachel Gupta
- Miss Grand International 2023. Luciana Fuster
- Miss Grand International 2022. Isabella Menin
- Miss Grand International 2021. Nguyễn Thúc Thùy Tiên
- Miss Grand International 2020. Abena Appiah
- Miss Grand International 2019. Valentina Figuera
- Miss Grand International 2018. Clara Sosa
- Miss Grand International 2017. María José Lora
- Miss Grand International 2016. Ariska Putri Pertiwi
- Miss Grand International 2015.  Claire Elizabeth Parker
- Miss Grand International 2014.  Lees Garcia
- Miss Grand International 2013.  Janelee Chaparro

## Predstavnici Hvatske
Martha Bell bila je jedina »Miss Grand Croatian« 2014., ali nije se pridružila međunarodnom natjecanju.

## Vanjske poveznice
- Službena stranica
- Miss Grand International na Facebooku
- Miss Grand International na Instagramu
- Miss Grand International na Twitteru
- Video Miss Grand International na Youtubeu